# Fort Frederik
Le fort Frederik, également connu sous le nom de Frederiksfort, est un fort colonial danois situé à Frederiksted, aux Îles Vierges des États-Unis. Il abrite un musée et une galerie d'art.

## Historique
fort Frederik a été construit, entre 1752 et 1760, par l'union Danemark-Norvège, pour défendre les intérêts économiques du port en eaux profondes de Frederiksted  et pour éloigner les pirates.
En 1776, le premier salut maritime venant d'un pays à la nouvelle nation des États-Unis d'Amérique a été tiré du fort lorsqu'un brigantin américain a arboré les couleurs du drapeau.
C'est de ce fort que le gouverneur général danois, Peter von Scholten, proclama l'abolition de l'esclavage le 3 juillet 1848. John Gottliff (également connu sous le nom de Moses Gottlieb ou le général Buddhoe) avait dirigé 6 000 esclaves lors d'une marche libre vers Frederiksted.

## Situation géographique
Le fort Frederik se situe à proximité de la tour de l'horloge Eliza James-McBean et du parc Buddhoe, un parc municipal qui rend hommage au général Buddhoe, chef de la révolte des esclaves, et sert également à rappeler et à honorer la proclamation du gouverneur Peter von Scholten en 1848 concernant l'abolition de l'esclavage.

## Architecture
Le fort Frederik a des murs peints en rouge et blanc, ce qui le rend très différent du jaune et du blanc du fort Christiansvaern situé à Christiansted.